# Ginzeng

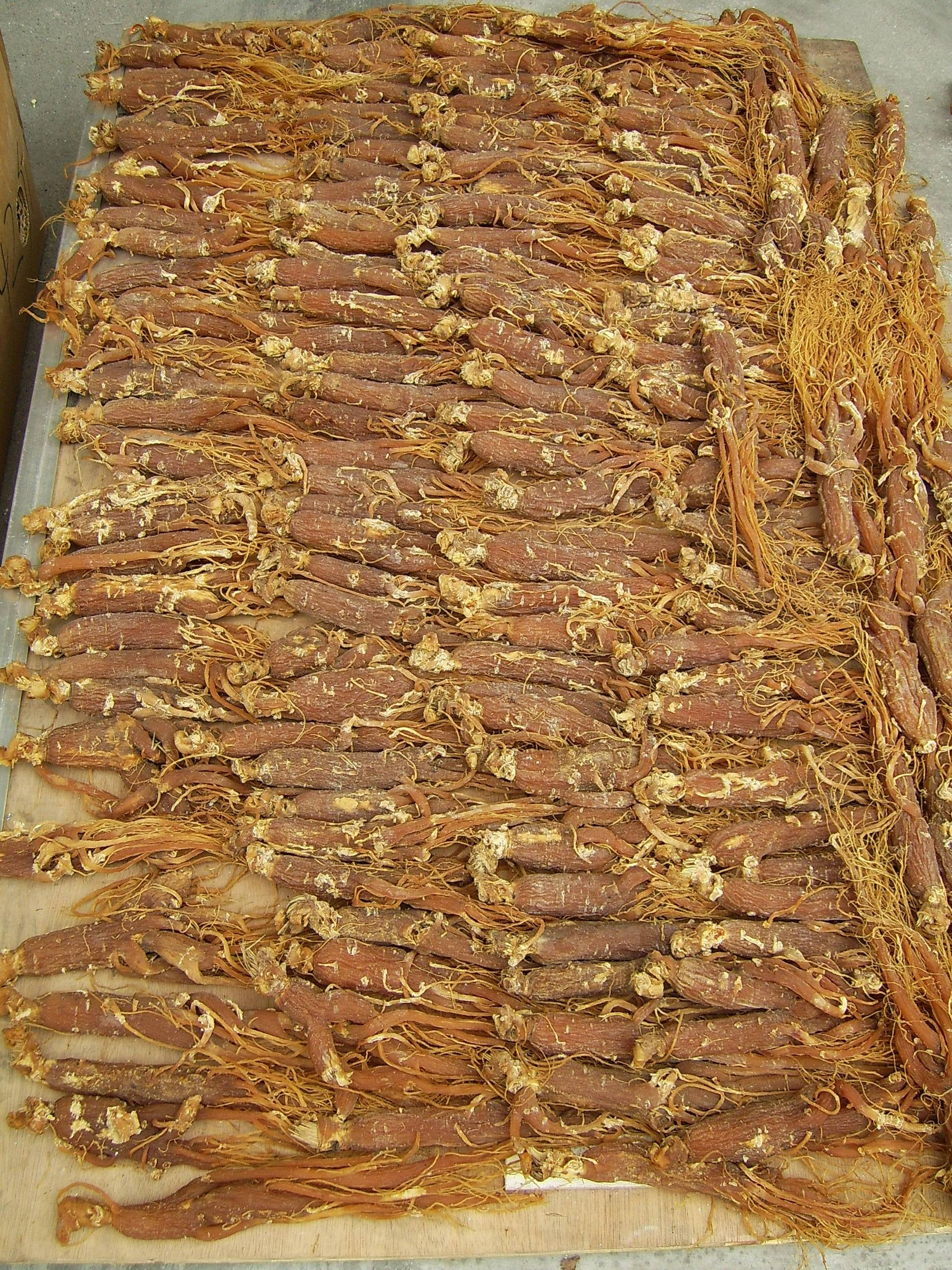
vörös ginzeng-gyökerek

A ginzeng (Panax) az ernyősvirágzatúak (Apiales) rendjébe és az aráliafélék (Araliaceae) családjába tartozó nemzetség.
Az ide tartozó fajok lassú növésű évelő növények. Gyökerüket évszázadok óta használják a Távol-Keleten. Sajátosságuk, hogy csak árnyékban nőnek.
A kínaiak zsensennek (人参 - ren shen), azaz embergyökérnek hívják. Nem annyira az emberre kifejtett hatásai (szellemi és fizikai erőnlétfokozó, afrodiziákum), mint inkább a gyökér alakja miatt. Számos, Magyarországon is kapható, kínai eredetű potencianövelő készítmény alapanyaga.

## Rendszerezés
Subgenus Panax
- Sectio Panax
  - Series Notoginseng
    - Panax notoginseng

  - Series Panax
    - Panax bipinnatifidus
    - Panax ginseng
    - Panax japonicus
    - Panax quinquefolius
    - Panax vietnamensis
    - Panax wangianus
    - Panax zingiberensis
- Sectio Pseudoginseng
  - Panax pseudoginseng
  - Panax stipuleanatus

Subgenus Trifolius
- Panax trifolius

## Ginzeng-alternatívák
Néhány erőnlétfokozó növényt szintén ginzengnek neveznek, bár nem tartoznak a Panax nemzetségbe:
- Gynostemma pentaphyllum – déli ginszeng vagy Jiaogulan
- Eleutherococcus senticosus – tajgagyökér vagy szibériai ginzeng
- Pseudostellaria heterophylla – Prince-ginzeng
- Withania somnifera – álombogyó, indiai ginszeng vagy Ashwagandha
- Pfaffia paniculata – brazil ginszeng vagy Suma
- Lepidium meyenii – perui ginszeng vagy Maca
- Oplopanax horridus – alaszkai ginszeng

A következő növények nem erőnlétfokozók, de ginzengnek nevezik őket:
- Angelica sinensis – női ginszeng vagy Dong Quai,
- Panax notoginseng – san qi, tian qi vagy tien chi, a Yunnan Bai Yao vérzéscsillapító összetevője.